# Sphaerodactylus savagei
Sphaerodactylus savagei este o specie de șopârle din genul Sphaerodactylus, familia Gekkonidae, descrisă de Shreve 1968. A fost clasificată de IUCN ca specie cu risc scăzut.

## Subspecii
Această specie cuprinde următoarele subspecii:
- S. s. juanilloensis
- S. s. savagei